# Villa del Campo (Spanyolország)
Villa del Campo (extremadurai nyelven Villa'l-Campu) egy község Spanyolországban, Cáceres tartományban. Villa del Campo Guijo de Coria, Santibáñez el Alto, Hernán-Pérez, Villanueva de la Sierra és Pozuelo de Zarzón községekkel határos. Lakosainak száma 439 fő (2024).

## Népesség
A település népessége az elmúlt években az alábbi módon változott:
| Lakosok száma | 649  | 612  | 581  | 560  | 548  | 521  | 525  | 487  | 451  | 439  |
|               | 2001 | 2003 | 2006 | 2008 | 2011 | 2014 | 2017 | 2019 | 2022 | 2024 |